# 貝伊濟梅
49°58′43″N 26°54′54″E / 49.97861°N 26.91500°E
貝伊濟梅（羅馬化：Beizymy）是烏克蘭西部的村莊，隸屬赫梅利尼茨基州的舍佩蒂夫卡區。該村始建於1850年，面積1.03平方公里，海拔高度272米，2001年人口249，人口密度每平方公里242.7人。